# Ken Burns
Kenneth Lauren "Ken" Burns, född 29 juli 1953 i Brooklyn i New York, är en amerikansk regissör och filmproducent. Burns är mest känd för sina dokumentärfilmer.